# 2004年白俄羅斯修憲公投
2004年白俄羅斯修憲公投是白俄羅斯2004年10月17日舉行的“關於允許總統盧卡申科參加進一步選舉的公投”。
憲法限制總統兩個任期結束。但若公投成功，兩個任期結束的盧卡申科總統將能夠競選第三個任期。
根據憲法第140條，需要多數有效選票以及多數登記選民支持修憲，結果才能被視為有效
結果投票率90.28%：88.91%有效選票和79.42%登記選民支持。

## 结果
| 選項                    | 投票      | %    |
| ----------------------- | --------- | ---- |
| 支持                    | 5,548,477 | 88.9 |
| 反對                    | 691,917   | 11.1 |
| 白票                    | 67,001    | –    |
| 總數                    | 6,307,395 | 100  |
| 投票率                  | 6,986,163 | 90.3 |
| Source: Nohlen & Stöver |           |      |